# Chanoch Albeck

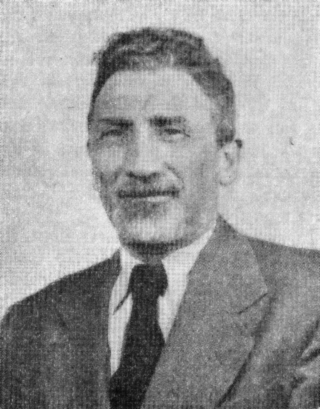
Chanoch Albeck (1955)

Chanoch Albeck (hebräisch חנוך אלבק‎; geboren 3. Augustjul. / 15. August 1890greg. in Lowicz, Russisches Kaiserreich; gestorben 9. Januar 1972 in Jerusalem) war ein jüdischer Gelehrter und der herausragendste Mischna-Forscher seiner Zeit.

## Leben und Werk
Chanoch Albeck studierte in Wien am Rabbinerseminar und erhielt seine rabbinische Ordination 1915. 1921 erzielte er einen akademischen Abschluss (Dr. phil.) an der Universität Wien.
Von 1926 bis 1936 unterrichtete Chanoch Albeck an der Hochschule für die Wissenschaft des Judentums in Berlin Talmud und emigrierte dann 1936 nach Palästina, wo er noch im selben Jahr zum Professor und Leiter der Talmudischen Studien an der Hebräischen Universität in Jerusalem berufen wurde, eine Position, die er 25 Jahre innehatte.
Er entwickelte eine umfangreiche Publikationstätigkeit und schrieb u. a. bahnbrechende Einführungen und Kommentare zu Mischna, Baraita, Tosefta, Talmud usw. Regelmäßig veröffentlichte er auch in der wissenschaftlichen Zeitschrift Tarbiz.
Zu seinen Schülern zählten z. B. Avraham Goldberg oder Abraham Joshua Heschel.

## Familie
Sein Vater, Schalom Albeck (1858–1920), war ebenfalls ein herausragender talmudischer Gelehrter und wirkte vor allem in Breslau.
Unter Chanoch Albecks Kindern sind Prof. Michael Albeck, Dozent der Chemie, sowie Prof. Schalom Albeck, Dozent für jüdisches Recht (beide an der Bar-Ilan-Universität).
Albecks Schwiegersohn, Arjeh Bachrach, fiel im Israelischen Unabhängigkeitskrieg 1948.

## Auszeichnungen
Im Jahr 1957 sollte Chanoch Albeck den Israel-Preis erhalten, lehnte die Annahme aber – wie auch die Annahme anderer Preise – aus prinzipiellen Gründen ab.
1959 wurde er Mitglied der Israelischen Akademie der Wissenschaften.
Für die Einleitung in die Talmudim erhielt er 1969 den Bialik-Preis.